# Astrophysics and Space Science
Astrophysics and Space Science is een internationaal, aan collegiale toetsing onderworpen wetenschappelijk tijdschrift op het gebied van de astronomie. De naam wordt in literatuurverwijzingen meestal afgekort tot Astrophys. Space Sci.
Het wordt uitgegeven door D. Reidel, en verschijnt tweemaandelijks.
Het eerste nummer verscheen in 1968.